# Agroisolab
Die Agroisolab GmbH ist ein Labor für Lebensmittel, Agrarrohstoffe und organische Materialien aller Art. Das Unternehmen ist spezialisiert auf die Stabile-Isotopen-Analytik auf den Gebieten der Deklarations- und Herkunftsüberprüfung sowie der Rückverfolgbarkeit.

## Geschichte
2002 wurde das Isotopenlabor des Forschungszentrums Jülich unter der Leitung von Hilmar Förstel ausgegliedert und unter dem Namen Agroisolab als GmbH weitergeführt. Mehrheitsgesellschafter ist heute Geschäftsführer Markus Boner (* 1971), studierter Lebensmittelchemiker, der 2004 über die Herkunftsbestimmung von Bio-Rindfleisch mithilfe stabiler Isotope mit Auszeichnung promovierte. Agroisolab ist Europas erstes und größtes privat geführtes Labor im Bereich der Stabilen Isotopenanalytik mittel Isotopenspektroskopie (IRMS) für Herkunftsabsicherungen und besitzt damit eine marktbeherrschende Stellung. Zur Absicherung regionaler Herkünfte von Lebens-, Futtermitteln, Bedarfsgegenständen, sowie zum Nachweis unerlaubter Zusätze, sind neun Isotopenverhältnis-Massenspektrometer im Einsatz, um relevante Isotopen bestimmen zu können. Das Labor hat die Detektion von rezenten Materials in bio-basierten Kunststoffen entwickelt und derzeit weltweit das einige Unternehmen, das es nachzuweisen vermag.

## Kernkompetenzen (Auszug)
- Nachweis unerlaubter Zusätze
  - Zusatz von Zucker
  - Zusatz von Wasser
  - Zusatz von technischem Kohlendioxid
- Analytische Rückverfolgbarkeitssysteme
  - Markierungssystem ISO-ID (Markieren mit Isotopen)
  - Datenbank basierte Lösungen
  - Referenzmuster basierte Lösungen
- Chargenvergleich
- Geografische Herkunftsüberprüfung
  - Überprüfung des deklarierten Herkunftslandes
  - Überprüfung einer deklarierten regionalen Herkunft
  - Überprüfung eines deklarierten Erzeugerbetriebes, feldgenaue Rückverfolgbarkeit
- Unterscheidung von natürlichen und naturidentischen Zusatzstoffen (z. B. Vanille, Essig, Wein)[3]
- Quantifizierung von nachwachsenden und fossilen Rohstoffen

## Entwicklungsprojekte (Beispiele)
In den Jahren 2002 und 2003 wurde von der Firma Agroisolab, gefördert durch das Bundesministerium für Ernährung und Landwirtschaft im Rahmen des Bundesprogramms Ökologischer Landbau mit Laufzeit von zwölf Monaten das Projekt Herkunftsbestimmung von Bioeiern und deren mögliche Differenzierung von konventionellen Eiern mit Hilfe der stabilen Isotope der Bioelemente betrieben.
In den Jahren 2005 bis 2008 wurden mit Mitteln des Bundesministeriums für Bildung und Forschung Untersuchungen zur Herkunftskontrolle an forstlichem Vermehrungsgut mit Stabilisotopen und genetischen Methoden durchgeführt.
Nach Feststellungen des World Wide Fund For Nature wird über 50 Prozent des Holzes im Amazonas, in Indonesien oder in Russland illegal eingeschlagen. Zum Nachweis wurde 2004 vom WWF mit der Firma Agroisolab und finanzieller Unterstützung der Deutschen Bundesstiftung Umwelt (DBU) ein Projekt initiiert, um mittels Isotopenanalyse Holzherkünfte nachzuweisen. Gleichartige Untersuchungen zu illegalem Holzeinschlag wurden als DBU-Projekte von 2006 bis 2007 und 2008 bis 2010 und als EU-Projekt von 2009 bis 2010 durchgeführt.
Im Rahmen des Innovationsvorhabens Wasserzeichen wurden seit 2013 im Bundesland Hessen 1000 Referenzproben der Produkte Milch, Schweinefleisch, Rindfleisch, Weizen, Möhren, Eier, Äpfel, Kartoffeln und Soja von 484 Standorten bzw. Betrieben gezogen und das Isotopenverhältnis von 18O/16O, D/H, 13C/12C, 15N/14N und 34S/32S analysiert. Somit konnte für die vorgenannten Produktarten eine isotopische Kartierung für das Bundesland Hessen etabliert werden. Die Ergebnisse wurden in einer Datenbank zusammengetragen, die es ermöglicht, zukünftige Verdachtsproben gegen die hinterlegten Referenzwerte abzugleichen. Das Isotopenverhältnis ist charakteristisch für eine Region und gibt daher Auskunft über die Herkunft der Lebensmittel. Das Innovationsvorhaben Wasserzeichen wurde von der Firma Agroisolab GmbH in Kooperation mit dem Forschungsinstitut für biologischen Landbau (FiBL) durchgeführt.
Weitere wichtige Entwicklungsprojekte sind das Saatgutprojekt und die Elfenbeindatenbank.

## DAKKS akkreditierte Verfahren
Mit der Akkreditierungsurkunde der Deutschen Akkreditierungsstelle (DAKKS) vom 4. Februar 2016, sind folgende Anwendungen der Firma Agroisolab GmbH bis zum 3. Februar 2021 akkreditiert:
- Isotopenverhältnis-Massenspektrometrie
  - Bestimmung des Isotopenverhältnisses zur Beurteilung der Regionalität / Herkunft / Identität in Feststoffen und Flüssigkeiten mittels Massenspektrometrie  in Agrarrohstoffen und  -produkten, Biomasse wasserfrei, Chemikalien, Lebensmitteln, Gewürzen, Genussmitteln, Pestiziden, Bedarfsgegenständen und in Agrarrohstoffen und -produkten zur Beurteilung der Pflanzenart (Photosynthese)
  - Bestimmung des Isotopenverhältnisses zur Beurteilung der Ernährung / Düngung in Feststoffen und Flüssigkeiten mittels Massenspektrometrie in Agrarrohstoffen und Dünger, in Agrarrohstoffen zur Beurteilung des Treibhausanbaus, in Futter und tierischen Agrarprodukten
  - Bestimmung des Isotopenverhältnisses zur Beurteilung auf Verfälschung in Feststoffen und Flüssigkeiten mittels Massenspektrometrie zur Beurteilung eines C4-Zuckerzusatzes in Saft und Honig und im Ethanol von alkoholischen Getränken zur Beurteilung auf Zuckerung/Gärungsbasis, sowie in Vanilleprodukten zur Beurteilung der Natürlichkeit von Vanillearomen und Kohlendioxid in Schaumwein, Perlwein und Bier. Ebenso in Essig zur Beurteilung der Gärungsbasis und in Ethanol aus Wein zur Beurteilung einer Wässerung.
- Flüssigszintillationsspektrometrie (LSC)
  - C14-Aktivitätsbestimmung in Feststoffen, Flüssigkeiten und Gasen mit der Flüssigszintillationsspektrometrie mittels LSC zur Bestimmung des rezenten Anteils in Bedarfsgegenständen, Brennstoffen, Aromastoffen, Rauchgas, Chemikalien, Schmierstoffen und Kunststoffen, Aktivität in Agrarprodukten zur Beurteilung von CO
- Laser Spektroskopie (ICOS)
  - Verfahren zur Beurteilung der Regionalität/Herkunft/Identität mittels Laser-Technik und Isotopenmessung in Wasser[15]

## Auszeichnungen
2002 erhielten das Forschungszentrum Jülich, die Agroisolab und die Agrosom gemeinsam den Kooperationspreis Food Processing 2002 des Landes Nordrhein-Westfalen. Der Wettbewerb Kooperation und Innovation in der Prozesskette Food-Processing NRW ist wesentlich von einer schnellen und effektiven Rückverfolgung der Herkunft verschiedenster Lebensmittel geprägt und zeichnet die innovativsten und wirtschaftlich wertvollsten Kooperationen in der Ernährungsindustrie aus.
Die Möglichkeit der Authentizitätssicherung als innovative Anwendung der stabilen Isotope wurde im Rahmen der Agenda 21 als Best Practice Beispiel 2003 anerkannt und mit dem Technologiepreis des Forschungszentrums Jülich ausgezeichnet.
Am 30. November 2007 verliehen die Städteregion Aachen und die Kreise Düren, Euskirchen und Heinsberg den Innovationspreis Region Aachen 2007. In den drei Sparten Gründung, Wachstum und Handwerk wurden aus rund fünfzig eingegangenen Bewerbungen neben der Firma Agroisolab GmbH für die Kategorie Wachstum zwei weitere ausgewählt, die für die Weiterentwicklung des Wirtschaftsstandortes Region Aachen von besonderem Interesse waren.
Am 21. November 2008 wurde die Agroisolab mit dem Innovationspreis Region Aachen 2008 in der Kategorie Wachstum für eine besondere Innovationsfähigkeit geehrt. Aus der Begründung sei zitiert:

„Der Wettbewerb im globalen Markt und insbesondere der Schutz von Markenprodukten und Schutz vor Haftungsansprüchen führen zu dem Kundenwunsch, Produkte jederzeit analytisch wieder finden zu können. Dies ist mit dem neuen Markerkonzept, einer patentierten neuen Messtechniken bzw. einem neu entwickelten Verfahren, bei nahezu vollständiger Fälschungssicherheit möglich. So kann das Unternehmen beispielsweise für einen Futtermittelhersteller spezielles Futter für Legehennen markieren. Dadurch kann zum einen die Herkunft des Futters aus dieser Futtermühle nachgewiesen werden. Darüber hinaus kann durch Analyse der Eier nachgewiesen werden, dass der Landwirt auch tatsächlich dieses spezielle Futter eingesetzt hat. Agroisolab hat in den letzten drei Jahren Produkte mit definierten und einzigartigen Markierungen entwickelt. Damit ist eine unauffällige Kennzeichnung von Lebensmitteln, Bedarfsgegenständen und kosmetisch/pharmazeutischen Produkten garantiert, ohne dass die Produkte optischen oder chemischen Veränderungen unterliegen.“

## In den Medien
- Andrea Rehmsmeier: Hoffnung für einen Fisch. In: FAZ. 8. Mai 2015.
- Volker Uerlings: Lebensmittel-Detektive entlarven jeden Betrug. In: Jülicher Zeitung. 15. September 2006 (agroisolab.de [PDF]).
- Elke Hormes: Dem Etikettenschwindel auf der Spur. In: Gemüse. Nr. 1. Eugen Ulmer, 2004.
- Wolfgang Lechner: Abgründe des Spargels. In: Die Zeit. 3. Juni 2004.
- Peter Hergersberg: Die Spur zum Stall. In: Die Zeit. 11. Januar 2001.